# 特里津
特里津是希腊阿提卡大區岛屿专区特里津-迈萨纳市镇的市区及小镇。市区面积为190.697平方公里，2021年人口数量为4,668人。
原为单独的市镇，特里津在2011年地方政府改革时与迈萨纳合并为特里津-迈萨纳市镇，并成为该市镇的一个市区。作为单独的市镇时，其行政中心为加拉塔斯镇。